# Landmarks
Landmarks da Maçonaria são antigas obrigações, usos, costumes e tradições, considerados pela maioria dos autores maçônicos como as mais antigas leis que a regem. Dentre outras coisas, preveem a obrigatoriedade de uma "crença em um ser superior" (O Grande Arquiteto do Universo), o respeito e a igualdade entre seus membros, o simbolismo maçônico, entre outros. O último landmark, de acordo com Mackey, diz que nenhum dos anteriores deve ser mudado: NOLUMUS LEGES MUTARI
Há inúmeras discussões entre grupos de maçons e, segundo alguns, os landmarks devem sofrer modificações, adequando-se à nossa época. Uma das alterações propostas seria a admissão de mulheres na Ordem Maçônica. Entretanto, de acordo com os defensores da sua imutabilidade, estas seriam cláusulas pétreas, sendo considerados os limites da maçonaria e, portanto, não poderiam ser passíveis de modificações. Ainda na opinião desses teóricos, alterá-los significaria romper a sintonia maçônica mundial.

## Origens
Segundo Percy Jantz, o termo maçônico landmark tem origem bíblica. O termo pode ser encontrado no livro dos Provérbios 22:28: "Remove not the ancient landmark which thy fathers have set", para destacar como os limites da terra foram marcados por meio das colunas de pedra. Cita mais uma lei Judaica: "Não remova os marcos (landmarks) vizinhos, eles tem sido usado desde os tempos antigos para definir as heranças", para destacar como os marcos designam os limites da herança.
Mark Tabbert acredita que as regras e regulamentações atuais regidas pelos landmarks são derivadas das regras medievais dos pedreiros.

## Landmarks de Mackey
A primeira grande tentativa de definir os marcos da Maçonaria foi feita em 1858, quando Albert G. Mackey definiu 25 marcos da Maçonaria:
1. Os processos de reconhecimento são os mais legítimos e inquestionáveis de todos os Landmarks. Não admitem mudança de qualquer espécie.
2. A Maçonaria Simbólica é dividida em três graus imutáveis que são os de Aprendiz, Companheiro e Mestre.
3. A lenda do terceiro grau deve ter a sua integridade respeitada. Qualquer Ritual que a excluísse ou que a alterasse cessaria por isso mesmo de ser um Ritual Maçônico.
4. O governo da fraternidade é presidido por um Oficial denominado Grão-Mestre, eleito pelo povo Maçônico. Se o atual sistema de governo legislativo por Grandes Lojas fosse abolido, sempre seria mister a existência de um Grão-Mestre.
5. É prerrogativa do Grão-Mestre presidir todas as reuniões maçônicas ocupando o trono quando se ache presente.
6. É prerrogativa do Grão-Mestre conceder licença para conferir graus em tempos anormais, os estatutos maçônicos exigem um mês ou mais para o tempo que deve transcorrer entre a proposta e a recepção do candidato. O Grão-Mestre, porém, tem o direito de pôr de lado ou dispensar essa exigência e permitir a iniciação imediata.
7. É prerrogativa do Grão-Mestre dar autorização para fundar e manter Lojas. Em virtude dela, pode conceder a um numero suficiente de Mestres Maçons o privilégio de se reunir e conferir graus. As Lojas assim constituídas são chamadas “Lojas Licenciadas” e, qualquer que seja o prazo de sua existência, podem ser dissolvidas por ato seu.
8. É prerrogativa do Grão–Mestre criar Mestres Maçons por sua deliberação. Para tanto, o Grão-Mestre convoca em seu auxílio seis outros MM.MM. pelo menos, forma uma Loja e, sem nenhuma prova prévia, confere os graus aos candidatos. Feito isto, dissolve a Loja e despede os Irmãos. As Lojas convocadas por esses meios são chamadas "Lojas Ocasionais ou de Emergência".
9. Os Mestres Maçons devem-se congregar em Lojas com o fim de se entregarem as tarefas operativas. Antigamente, essas reuniões eram ocasionais e esporádicas, sem lugar certo para a reunião. Convocadas para assuntos especiais, eram dissolvidas, separando-se os Irmãos para de novo se reunirem em outros pontos e em outras épocas. O sistema de Lojas com Cartas Constitutivas e regulamentos internos é de um período mais recente.
10. O governo da Fraternidade congregada em Loja só é válido e legal quando exercido por um Venerável e dois Vigilantes. Qualquer outra denominação desses três dirigentes não confere à reunião o reconhecimento de Loja.
11. A Loja, quando reunida deve estar a coberto. O Guarda do Templo deve velar para que o local das reuniões esteja absolutamente vedado à intromissão de profanos. É seu dever guardar a porta do Templo, evitando que se ouça o que dentro dele se passa.
12. Cada Irmão tem o direito representativo nas reuniões gerais da Fraternidade. Antigamente, cada Irmão representava-se por si mesmo. Hoje, porém, nas Grandes Lojas, só tem direito assistência os Veneráveis, sendo os Irmãos representados por seus oficiais. Apesar dessa concessão, feita em 1717, nem por isso deixa de existir o direito de representação.
13. O direito de recurso de cada maçom, das decisões dos seus Irmãos em Loja para a Grande Loja ou Assembléia Geral dos Irmãos, é um Landmark essencial para a preservação da justiça e para prevenir as opressão.
14. Todo maçom tem o direito de visitar e tomar assentoem qualquer Loja. o consagrado “direito de visitar” sempre foi reconhecido como direito inerente a todo Irmão em viagem pelo Universo. Dessa Forma, as Lojas são encaradas como meras divisões por conveniência da família maçônica universal.
15. Nenhum visitante desconhecido dos Irmãos de uma Loja pode ser admitido como visitante sem que seja primeiramente examinado conforme os antigos costumes. Só pode esse exame ser dispensado se o maçom for conhecido de algum Irmão do Quadro que pôr ele se responsabilize.
16. Nenhuma Loja pode intrometer-se em assuntos que digam respeito a outras, nem conferir graus a Irmãos de outros Quadros.
17. Todo o maçom está sujeito às leis e regulamentos da jurisdição maçônica em que residir, mesmo não sendo membro de qualquer Loja. a não filiação é já por si uma falta maçônica.
18. Os candidatos a iniciação devem ser isentos de defeitos físicos ou mutilações, livres de nascimento e maiores. Uma mulher, um aleijado ou um escravo não podem ingressar na Fraternidade.
19. A negação da crença no G.A.D.U é impedimento absoluto e insuperável para a iniciação.
20. Subsidiariamente a essa crença é exigida a crença em uma vida futura..
21. É indispensável a existência no altar de um “Livro da Lei”. Não cuidando a Maçonaria de intervir nas peculiaridades da fé religiosa de seus membros, esse livro pode variar conforme os credos.
22. Todos os MM. MM. São absolutamente iguais dentro da Loja, sem distinção de prerrogativas profanas, de privilégios que a sociedade confere. A Maçonaria a todos nivela nas reuniões maçônicas.
23. Todo os conhecimentos recebidos pela iniciação, tanto os métodos de trabalho como as lendas e tradições devem ser conservados secretos e só podem ser comunicados a outros Irmãos.
24. A Maçonaria fundou em ciência especulativa segundo métodos operativos e o uso simbólico, explicando esses métodos e os termos nele empregados com o propósito de ensinamento moral. É indispensável a preservação da lenda do Templo do Rei Salomão.
25. O último Landmark é o que afirma a inalterabilidade dos anteriores, nada podendo lhes ser acrescido ou retirado, nenhuma modificação podendo lhes ser introduzida, dentro da seguinte regra: “Assim como de nossos antecessores os recebemos, assim os devemos transmitir aos nossos sucessores.”

## Landmarks de Pike
Para Albert Pike, os landmarks da Maçonaria são apenas cinco:
1. A necessidade dos maçons reunirem-se em Lojas;
2. O governo de cada Loja por um Venerável Mestre e dois Vigilantes;
3. A crença no Grande Arquiteto do Universo e numa vida futura;
4. A cobertura dos trabalhos da Loja;
5. A proibição da divulgação dos segredos da Maçonaria, ou seja, o sigilo maçônico.

## História
Segundo os Regulamentos Gerais publicados pela Grand Lodge of England em 1723: "Cada Grande Oriente tem poder e autoridade para fazer novos regulamentos ou alterá-los, para os benefícios reais desta antiga Fraternidade; tomando os devidos cuidados para que os landmarks sejam sempre preservados." Contudo, os landmarks não foram definidos nenhuma vez. A primeira vez foi em Jurisprudence of Freemasonry 1858 pelo Dr. Albert Mackey. Ele colocou três características básicas:
1. Antiguidade imemorial notória;
2. Universalidade;
3. Absoluta "irrevocabilidade".

Ele ainda afirmou que os landmarks são 25 no total e não podem ser alterados. Contudo, outros escritores tiveram diferentes interpretações históricas do que seriam os landmarks exatamente. Em 1863, George Oliver publicou o livro Freemason's Treasury no qual ele lista 40 Landmarks. No último século, algumas Grande Lojas Americanas tentaram enumerar os Landmarks, variando da Virgínia (7) e nova New Jersey (10) até Nevada (39) e no Kentucky (54).
Joseph Fort Newton, no livro The Builders, faz uma definição simples dos landmarks: "The fatherhood of God, the brotherhood of man, the moral law, the Golden Rule, and the hope of life everlasting."